# Via Balbi
Pour les articles homonymes, voir Balbi.
La via Balbi est le nom d'une voie de Gênes qui fait  partie d’un ensemble urbain de palais aristocratiques illustrant le « siècle génois » (1563-1640).

## Localisation
Elle est la plus occidentale des Strade Nuove. Située en bordure nord du centre historique, elle relie la piazza della Nunziata, siège de la basilique Santissima Annunziata del Vastato, à la piazza Acquaverde adjacente à la gare de Gênes-Piazza-Principe.

## Histoire
Du milieu du XVIe au milieu XVIIe siècle Gênes est l'un des principaux carrefours du commerce mondial où affluent de nombreux  marchands et personnages illustres. Dans ce contexte, les autorités décidèrent la percée d'une seconde Strada Nuova pour accroître la capacité d'hospitalité résidentielle de la ville.
Cette nouvelle voie bordée de palais aristocratiques, ouverte par la famille Balbi entre 1601-1618, présente un plan d'urbanisme identique à celui de la via Garibaldi où domine une architecture innovante issue des idées de la Renaissance et du maniérisme.
À la suite du décret légalisant le système des rolli, ces résidences privées étaient requises pour héberger les personnalités lors de visite d'État et les hôtes de marque.
Pratiquement inchangée depuis l'époque de sa réalisation, elle  subit peu de modifications sinon à l'ouest, dans le virage qui menait à la Porta di San Tommaso, lors de l'aménagement extérieur de la gare des chemins de fer en 1860 et de la construction de grands hôtels au début du XXe siècle.
Son nom est aussi lié aux années de plomb. Dans une de ses traverses, la Salita di Santa Brigida, le 8 juin 1976, un  commando des Brigades rouges assassine le procureur de la République, Francesco Coco et ses deux gardes du corps.
Aujourd'hui, dans une atmosphère estudiantine et populaire (le siège de l'université occupe un des palais), la Via Balbi est une des Strade Nuove inscrites, en 2006, sur la liste du  patrimoine mondial de l'humanité établie par l'Unesco ainsi que nombreux de ses édifices reconnus exceptionnels par le système des palais des Rolli, tels le Palazzo Reale (siège de la Soprintendenza), l'Université de Gênes ...

### Sources

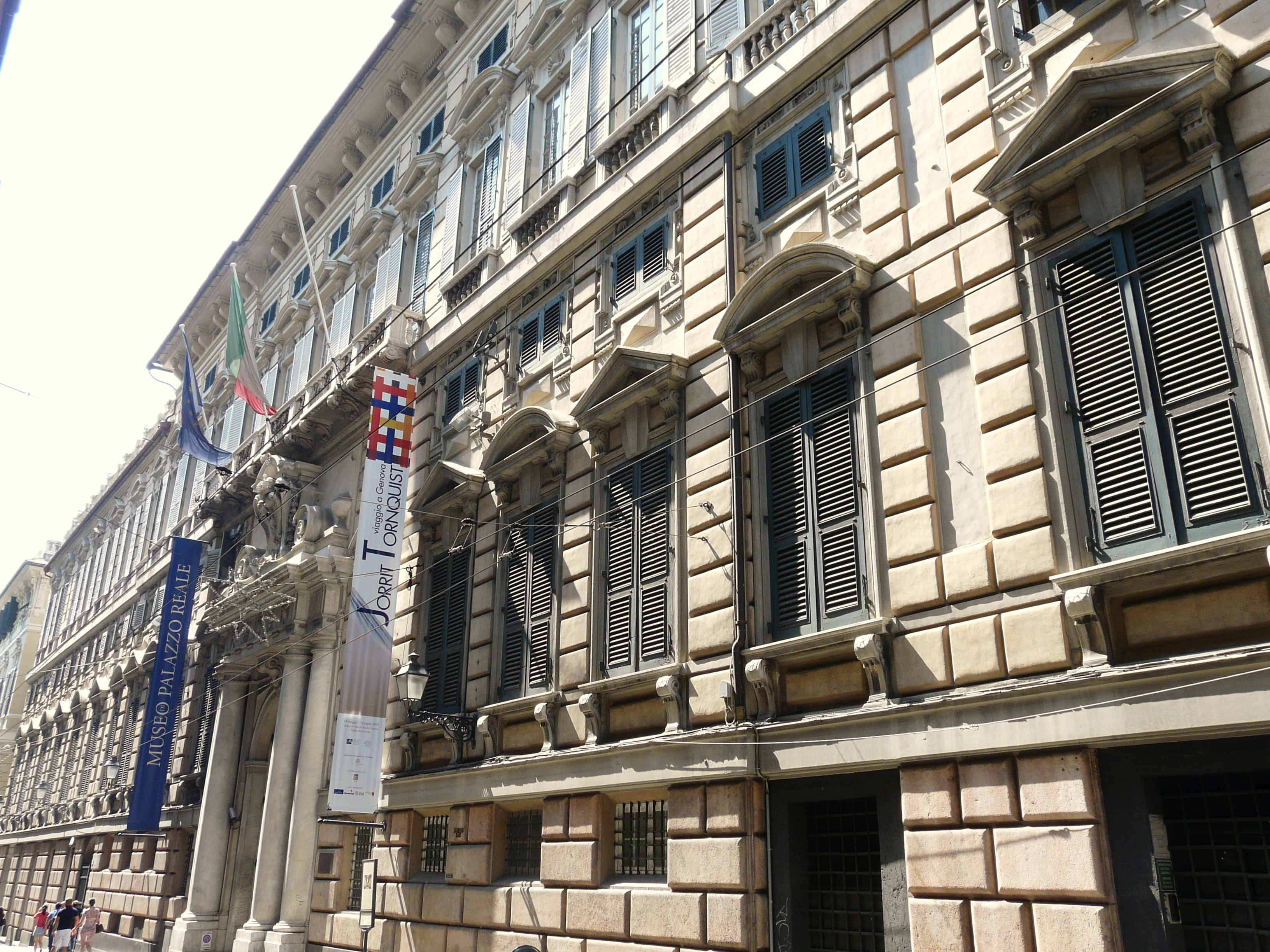
Façade du palazzo Reale sur la via Balbi.
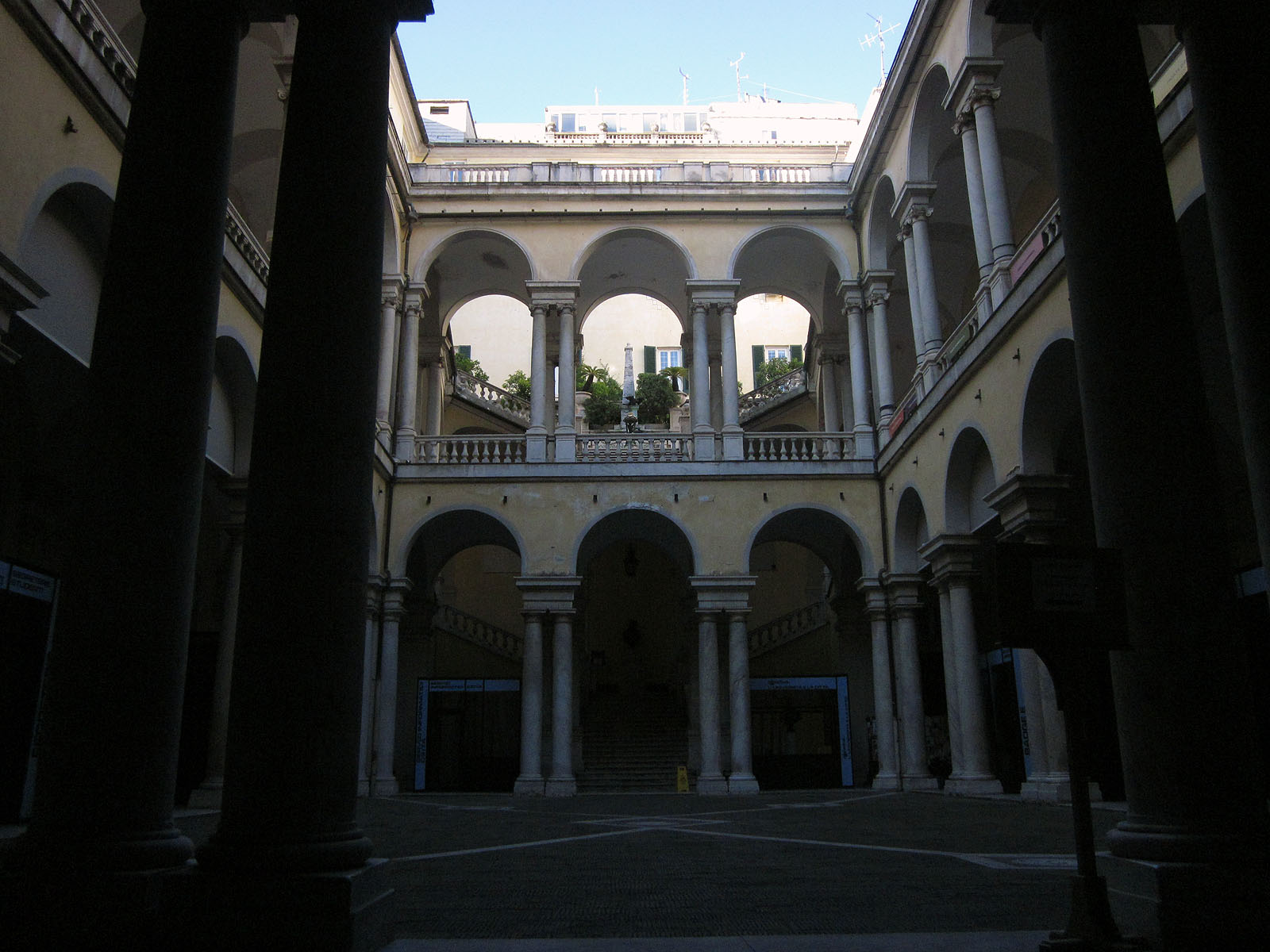
Atrium de l'Université de Gênes (ancien Palazzo Balbi-Senarega).
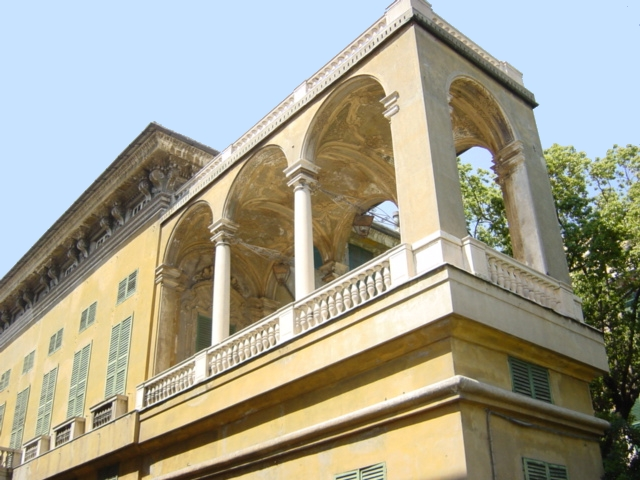
(it) Cet article est partiellement ou en totalité issu de l’article de Wikipédia en italien intitulé « Via Balbi » (voir la liste des auteurs).
- Notice de l'UNESCO